# Citroën XM
Citroën XM (type Y) var en personbilsmodel bygget af den franske bilfabrikant Citroën mellem maj 1989 og oktober 2000. Combi coupé'en ("Berline") blev bygget i Rennes i Bretagne, mens den i efteråret 1991 introducerede stationcarversion ("Break") blev bygget hos bilfabrikanten Heuliez. XM tilhørte enten den øvre mellemklasse (jf. auto motor und sport) eller luksusklassen (efter udtalelse fra den daværende Citroën-generaldirektør Xavier Karcher samt i tidssvarende artikler i mot og Der Spiegel).
Den fra modellerne Citroën DS, GS og forgængeren CX kendte hydropneumatik blev videreudviklet til Hydractive til brug i XM, hvilket gjorde XM til den første seriefremstillede personbil med elektronisk styret undervogn.

## Historie
XM var designet i et joint venture mellem tre designfirmaer: Citroëns designafdeling, Peugeots designafdeling og det eksterne firma Bertone. Ukendeligt var karrosserilinjens lighed med Citroën SM, som var en coupé bygget mellem sommeren 1970 og foråret 1975.
Modellen blev præsenteret på Frankfurt Motor Show i september 1989, og valgt til Årets Bil i Europa 1990. Fra leveringens begyndelse i maj til slutningen af juli 1989 blev der efter udtalelse fra den daværende Citroën-generaldirektør Xavier Karcher allerede fremstillet 12.500 eksemplarer på fabrikken i Rennes. „kun 100 under planen“.
Den første serie (Y3) blev bygget mellem maj 1989 og juni 1994, og den anden serie (Y4) mellem juli 1994 og oktober 2000. Den anden serie kan udefra kendes på det i midten (i stedet for til venstre i køreretningen) placerede Citroën-emblem samt en ændret hækspoiler.
I starten fandtes XM fra fabrikken kun som combi coupé "Berline". Fra november 1991 fandtes der ligeledes en stationcarversion, XM Break. Højere udstyrsvarianter af Berline havde en ekstra indvendig bagrude af glas, som ved åben bagklap beskyttede bagsædepassagererne mod trækluft. Frem til introduktionen af XM Break fortsatte produktionen af CX Break, som blev bygget af karrosserifirmaet Heuliez.
Fra januar 1990, med levering fra foråret, fandtes XM også med en firetrins automatgearkasse fra ZF i kombination med de fire- og sekscylindrede motorer. Standard var katalysator, samt tredje generation af ABS-bremsesystemet fra Bendix.
Af luksuriøst udstyr i Berline kan nævnes en ekstra indvendig bagrude af glas, som ved åben bagklap beskytter bagsædepassagererne mod trækluft. Som "dyrt" ekstraudstyr kunne XM leveres med klimaanlæg og el-justerbare sæder, hvilket førte til længere produktions- og montagetider.
XM blev af en ekstern fabrikant også bygget som seksdørs forlænget limousine. XM Break blev af Heuliez ligeledes bygget som ambulance og af Rappold som rustvogn.
Salgstallene faldt dog igen allerede i 1992, hvilket afslørede diverse problemer med bl.a. elektronikken som i Y3-modellen kun blev modificeret to gange.
- Bagfra
- Citroën XM Break (1991–1994)
- Instrumentbræt
- Ekstraudstyr: Læderkabine

### Facelift
En optisk og frem for alt teknisk modifikation fandt sted i juli 1994 til modelåret 1995. Denne anden serie af XM, betegnet Y4, med Hydractive II-undervogn blev betragtet som tilforladelig. Selv om XM fandtes i mange forskellige versioner op til de luksuriøst udstyrede Pallas og EXCLUSIVE, tiltalte den kun en relativt lille køberkreds; det i starten ødelagte ry kunne bagefter ikke genskabes selv om bilen ved sin introduktion tilbød usædvanlig teknik og komfort.
I foråret 2000 blev produktionen af XM Break indstillet, og i efteråret samme år også XM Berline.
- Citroën XM Berline (1994–2000)
- Bagfra
- Citroën XM Break (1994–2000)
- Bagfra

## Motorer

### Benzinmotorer
Den firecylindrede benzinmotor i Y3 med et slagvolume på 2,0 liter fandtes (i Danmark) med multipoint-indsprøjtning og 89 kW (121 hk) og senere også med turbolader i Turbo C.T. (Constant Torque, dansk: konstant drejningsmoment)-versionen med 104 kW (141 hk), og fra 1994 i Y4 med effekten øget til 108 kW (147 hk). I andre lande fandtes den også med karburator og 84 kW (114 hk) samt med monopoint-indsprøjtning og 79 kW (107 hk).
Derudover fandtes der en V6-motor på 3,0 liter med 123 kW (167 hk), som fra sommeren 1990 ligeledes fandtes i en 24-ventilet udgave med 147 kW (200 hk), hvilket gav bilen en acceleration fra 0 til 100 km/t på 8 sekunder og en tophastighed på 235 km/t. Disse motorers slagvolume på 2975 cm³ blev efter nogle år reduceret en smule, hvilket i nogle lande placerede XM i en lavere afgiftsklasse. Denne såkaldte PRV-motor var udviklet i 1970'erne i et samarbejde mellem Peugeot, Renault og Volvo som benyttede den i mange af hver deres bilmodeller, og sågar også fandt anvendelse hos mindre fabrikanter i f.eks. DeLorean DMC-12, kendt fra filmserien Tilbage til fremtiden.
Ved faceliftet i juli 1994 blev 2,0-litersmotoren afløst af en nyudviklet 16-ventiler med 97 kW (132 hk). I midten af 1997 blev der introduceret en ny 24-ventilet V6-motor (type ES9J4), som i modsætning til forgængeren ikke længere havde nogen styrekæde, men i stedet tandrem ligesom resten af motorprogrammet. Denne motor gjorde ligeledes tjeneste i den mindre Xantia, Peugeot-modellerne 406 og 607 og Renault Laguna samt i modificeret form i Renault Espace.
De fleste firecylindrede benzinmotorer, V6-benzinmotorerne med 167 og 190 hk samt 2,1-liters turbodieselmotoren kunne som ekstraudstyr leveres med en firetrins automatgearkasse fra ZF som alternativ til den standardmonterede femtrins manuelle gearkasse. 190 hk-motoren havde som den eneste en adaptiv automatgearkasse (ZF 4HP20).
PRV-motorerne (både 12V og 24V) var kombineret med den selvtilbagestillende og hastighedsafhængige styring DIRAVI, som første gang blev introduceret i 1970 i SM og senere også i CX. Denne udgik dog ved årsskiftet 1997/1998.

#### Tekniske data
|                                                | 2.01                | 2.0 i kat.1         | 2.0 i1                          | 2.0 i kat.                       | 2.0 i 16V                       | 2.0 i Turbo CT            | 2.0 i Turbo CT                   | 3.0 i V6                          | 3.0 i V6 24V         | 3.0 i V6 24V                      |
| Byggeår                                        | 5/1989−6/1994       | 5/1989−6/1994       | 5/1989−6/1994                   | 5/1989−6/1994                    | 7/1994−10/2000                  | 9/1992−6/1994             | 7/1994−10/2000                   | 5/1989−12/1996                    | 7/1990−3/1997        | 4/1997−10/2000                    |
| Motordata                                      |                     |                     |                                 |                                  |                                 |                           |                                  |                                   |                      |                                   |
| Motorkode                                      | XU10 2C             | XU10 MZ             | XU10 J2                         | XU10 J2Z (RFU)                   | XU10 J4R (RFV)                  | XU10 J2TE (RGY)           | XU10 J2TE (RGX)                  | ZPJ                               | ZPJ4/Y3              | ES9 J4 (XFX)                      |
| Motortype                                      | R4-benzinmotor      | R4-benzinmotor      | R4-benzinmotor                  | R4-benzinmotor                   | R4-benzinmotor                  | R4-benzinmotor            | R4-benzinmotor                   | V6-benzinmotor                    | V6-benzinmotor       | V6-benzinmotor                    |
| Antal ventiler pr. cylinder                    | 2                   | 2                   | 2                               | 2                                | 4                               | 2                         | 2                                | 2                                 | 4                    | 4                                 |
| Ventilstyring                                  | OHC, tandrem        | OHC, tandrem        | OHC, tandrem                    | OHC, tandrem                     | DOHC, tandrem                   | OHC, tandrem              | OHC, tandrem                     | 2 × OHC, kæde                     | 2 × OHC, kæde        | 2 × DOHC, tandrem                 |
| Fødesystem                                     | Karburator          | Monopoint           | Multipoint                      | Multipoint                       | Multipoint                      | Multipoint                | Multipoint                       | Multipoint                        | Multipoint           | Multipoint                        |
| Trykladning                                    | –                   | –                   | –                               | –                                | –                               | Turbolader, ladeluftkøler | Turbolader, ladeluftkøler        | –                                 | –                    | –                                 |
| Køling                                         | Vandkøling          | Vandkøling          | Vandkøling                      | Vandkøling                       | Vandkøling                      | Vandkøling                | Vandkøling                       | Vandkøling                        | Vandkøling           | Vandkøling                        |
| Boring × slaglængde                            | 86,0 × 86,0 mm      | 86,0 × 86,0 mm      | 86,0 × 86,0 mm                  | 86,0 × 86,0 mm                   | 86,0 × 86,0 mm                  | 86,0 × 86,0 mm            | 86,0 × 86,0 mm                   | 93,0 × 73,0 mm2                   | 93,0 × 73,0 mm2      | 87,0 × 82,6 mm                    |
| Slagvolume                                     | 1998 cm³            | 1998 cm³            | 1998 cm³                        | 1998 cm³                         | 1998 cm³                        | 1998 cm³                  | 1998 cm³                         | 2975 cm³2                         | 2975 cm³2            | 2946 cm³                          |
| Kompressionsforhold                            | 8,8:1               | 8,8:1               | 8,8:1                           | 8,8:1                            | 10,4:1                          | 8,5:1                     | 8,0:1                            | 9,5:1                             | 9,5:1                | 10,5:1                            |
| Maks. effekt ved omdr./min.                    | 84 kW (114 hk) 5800 | 79 kW (107 hk) 5600 | 94 kW (128 hk) 5600             | 89 kW (121 hk) 5600              | 97 kW (132 hk) 5500             | 104 kW (141 hk) 4400      | 108 kW (147 hk) 5300             | 123 kW (167 hk) 5600              | 147 kW (200 hk) 6000 | 140 kW (190 hk) 5500              |
| Maks. drejningsmoment ved omdr./min.           | 168 Nm 2250         | 164 Nm 2250         | 175 Nm 4800                     | 170 Nm 4000                      | 180 Nm 4200                     | 225 Nm 2200               | 235 Nm 2500                      | 235 Nm 4600                       | 260 Nm 3600          | 267 Nm 4000                       |
| Kraftoverførsel                                |                     |                     |                                 |                                  |                                 |                           |                                  |                                   |                      |                                   |
| Drivende hjul                                  | Forhjul             | Forhjul             | Forhjul                         | Forhjul                          | Forhjul                         | Forhjul                   | Forhjul                          | Forhjul                           | Forhjul              | Forhjul                           |
| Gearkasse (standardudstyr)                     | 5-trins manuel      | 5-trins manuel      | 5-trins manuel                  | 5-trins manuel                   | 5-trins manuel                  | 5-trins manuel            | 5-trins manuel                   | 5-trins manuel                    | 5-trins manuel       | 5-trins manuel                    |
| Gearkasse (ekstraudstyr)                       | –                   | –                   | 4-trins automatisk              | 4-trins automatisk               | 4-trins automatisk              | 4-trins automatisk        | 4-trins automatisk               | 4-trins automatisk                | –                    | 4-trins automatisk                |
| Præstationer (Berline)3                        |                     |                     |                                 |                                  |                                 |                           |                                  |                                   |                      |                                   |
| Topfart                                        | 193 km/t            | 190 km/t            | 205 km/t (202 km/t)             | 201 km/t (197 km/t)              | 205 km/t (203 km/t)             | 212 km/t                  | 215 km/t (208 km/t)              | 222 km/t (220 km/t)               | 235 km/t             | 233 km/t (230 km/t)               |
| Acceleration 0-100 km/t                        | 12,2 sek.           | 12,4 sek.           | 11,5 sek. (14,4 sek.)           | 11,9 sek. (14,8 sek.)            | 10,8 sek. (14,2 sek.)           | 9,8 sek.                  | 9,3 sek. (11,2 sek.)             | 9,7 sek. (10,9 sek.)              | 8,6 sek.             | 8,4 sek. (10,2 sek.)              |
| Brændstofforbrug pr. 100 km ved blandet kørsel | 7,9 liter Blyfri 95 | 8,5 liter Blyfri 95 | 8,1 liter (8,5 liter) Blyfri 95 | 8,8 liter Blyfri 95              | 7,4 liter (7,6 liter) Blyfri 95 |                           | 8,0 liter Blyfri 95              | 9,6 liter (10,1 liter) Blyfri 95  | 10,2 liter Blyfri 95 | 10,9 liter (11,9 liter) Blyfri 95 |
| Præstationer (Break)3                          |                     |                     |                                 |                                  |                                 |                           |                                  |                                   |                      |                                   |
| Topfart                                        | –                   | –                   | –                               | 192 km/t (190 km/t)              | 198 km/t (190 km/t)             | 202 km/t                  | 204 km/t (202 km/t)              | 217 km/t (215 km/t)               | –                    | 225 km/t                          |
| Acceleration 0-100 km/t                        | –                   | –                   | –                               | 13,3 sek. (16,6 sek.)            | 11,8 sek. (15,4 sek.)           | 11,0 sek.                 | 10,5 sek. (12,6 sek.)            | 10,9 sek. (12,5 sek.)             | –                    | 8,8 sek. (10,7 sek.)              |
| Brændstofforbrug pr. 100 km ved blandet kørsel | –                   | –                   | –                               | 9,6 liter (10,2 liter) Blyfri 95 | 8,8 liter (9,1 liter) Blyfri 95 | 9,7 liter Blyfri 95       | 9,7 liter (10,1 liter) Blyfri 95 | 10,9 liter (11,9 liter) Blyfri 95 | –                    | 10,9 liter (11,9 liter) Blyfri 95 |

### Dieselmotorer
XM fandtes med tre firecylindrede dieselmotorer: Den ved introduktionen tilgængelige 2,1-liters sugediesel med 60 kW (82 hk) gav XM en topfart på 176 km/t. I foråret 1990 fulgte en 2,1-liters turbodiesel med 80 kW (109 hk) og en topfart på 192 km/t. At der på dette tidspunkt ikke fandtes en 2,5-liters turbodiesel, begrundede Xavier Karcher i interviewet i 1989: „Det drejer sig her om en komplet nykonstruktion, nemlig den første serieproducerede diesel med tre ventiler pr. cylinder, altså en meget moderne motor, meget mere sparsom end den tidligere CX. Teknisk kan den nye diesel-byggemåde ikke udbygges yderligere.“ Dog blev der i rammerne af faceliftet i sommeren 1994 introduceret en 2,5-liters turbodiesel med 95 kW (129 hk), hvilket gav XM en topfart på 201 km/t.
Køreydelser på over 500.000 km er ved fornuftig kørestil mulige, dog er dieselmotorerne på grund af deres konstruktion ikke egnede til længere fuldgaskørsel.

#### Tekniske data
|                                                | 2.1 D121           | 2.1 Turbo D12             | 2.1 Turbo D12                | 2.5 Turbo D121            |
| Byggeår                                        | 5/1989−6/1996      | 5/1989−6/1994             | 7/1994−10/2000               | 7/1994−10/2000            |
| Motordata                                      |                    |                           |                              |                           |
| Motorkode                                      | XUD11 A (PJZ)      | XUD11 ATE (PHZ)           | XUD11 BTE (P8C)              | DK5 ATE/L (THY)           |
| Motortype                                      | R4-dieselmotor     | R4-dieselmotor            | R4-dieselmotor               | R4-dieselmotor            |
| Antal ventiler pr. cylinder                    | 3                  | 3                         | 3                            | 3                         |
| Ventilstyring                                  | OHC, tandrem       | OHC, tandrem              | OHC, tandrem                 | OHC, tandrem              |
| Fødesystem                                     | Hvirvelkammer      | Hvirvelkammer             | Hvirvelkammer                | Hvirvelkammer             |
| Trykladning                                    | –                  | Turbolader, ladeluftkøler | Turbolader, ladeluftkøler    | Turbolader, ladeluftkøler |
| Køling                                         | Vandkøling         | Vandkøling                | Vandkøling                   | Vandkøling                |
| Boring × slaglængde                            | 86,0 × 92,0 mm     | 85,0 × 92,0 mm            | 85,0 × 92,0 mm               | 92,0 × 92,0 mm            |
| Slagvolume                                     | 2138 cm³           | 2088 cm³                  | 2088 cm³                     | 2446 cm³                  |
| Kompressionsforhold                            | 22,5:1             | 21,5:1                    | 21,5:1                       | 22,0:1                    |
| Maks. effekt ved omdr./min.                    | 60 kW (82 hk) 4600 | 80 kW (109 hk) 4300       | 80 kW (109 hk) 4300          | 95 kW (129 hk) 4300       |
| Maks. drejningsmoment ved omdr./min.           | 145 Nm 2000        | 245 Nm2 2000              | 250 Nm 2000                  | 285 Nm 2000               |
| Kraftoverførsel                                |                    |                           |                              |                           |
| Drivende hjul                                  | Forhjul            | Forhjul                   | Forhjul                      | Forhjul                   |
| Gearkasse (standardudstyr)                     | 5-trins manuel     | 5-trins manuel            | 5-trins manuel               | 5-trins manuel            |
| Gearkasse (ekstraudstyr)                       | –                  | –                         | 4-trins automatisk           | –                         |
| Præstationer (Berline)3                        |                    |                           |                              |                           |
| Topfart                                        | 176 km/t           | 192 km/t                  | 192 km/t (188 km/t)          | 201 km/t                  |
| Acceleration 0-100 km/t                        | 17,6 sek.          | 12,4 sek.                 | 12,9 sek. (14,0 sek.)        | 12,1 sek.                 |
| Brændstofforbrug pr. 100 km ved blandet kørsel | 6,7 liter Diesel   | 6,5 liter2 Diesel         | 7,1 liter (8,5 liter) Diesel | 7,7 liter Diesel          |
| Præstationer (Break)3                          |                    |                           |                              |                           |
| Topfart                                        | 168 km/t           | 184 km/t                  | 184 km/t (180 km/t)          | 192 km/t                  |
| Acceleration 0-100 km/t                        | 19,0 sek.          | 14,2 sek.                 | 14,2 sek. (15,4 sek.)        | 13,1 sek.                 |
| Brændstofforbrug pr. 100 km ved blandet kørsel | 7,7 liter Diesel   | 6,7 liter                 | 7,1 liter (8,7 liter) Diesel | 7,7 liter Diesel          |

## Sikkerhed
Der er ikke gennemført nogle offentlige kollisionstests af XM.
Det svenske forsikringsselskab Folksam vurderer flere forskellige bilmodeller ud fra oplysninger fra virkelige ulykker, hvorved risikoen for død eller invaliditet i tilfælde af en ulykke måles. I rapporterne Hur säker är bilen? er/var XM klassificeret som følger:
- 1999: Mindst 40 % bedre end middelbilen[10]
- 2001: Mindst 20 % bedre end middelbilen[11]
- 2003: Mindst 15 % bedre end middelbilen[12]
- 2005: Mindst 15 % bedre end middelbilen[13]
- 2007: Dårligere end middelbilen[14]
- 2009: Som middelbilen[15]
- 2011: Dårligere end middelbilen[16]
- 2013: Mindst 20 % bedre end middelbilen[17]
- 2015: Mindst 20 % bedre end middelbilen[18]

## Produktionstal og efterfølgere
Med en produktion på 300.000 enheder nåede antallet af producerede biler ikke op på forgængerens niveau. Bilens tekniske og designmæssige innovationer videreførte dog Citroëns image. Efter at XM udgik af produktion var den store mellemklassebil C5 Citroëns største almindelige personbil. Først med den i efteråret 2005 introducerede C6 kom der en egentlig efterfølger for XM. C6 udgik af produktion i slutningen af 2012, hvorfor C5 igen i dag har rollen som Citroëns største personbil.
Selv om François Mitterrand i starten af sin embedstid som præsident for Frankrig demonstrativt benyttede en Renault som ministerbil, besluttede han sig senere for en Citroën XM. Også efter at han under ceremonien overgav bilen til sin efterfølger Jacques Chirac den 17. maj 1995, blev Mitterrand afskediget med endnu en XM. Chirac havde ligeledes flere forskellige eksemplarer af XM.

## Andet
Citroën XM dannede basis for Jensen One, det danske designudspil fra Jacob Jensen fra 1992.